# Tadeusz Trapszo (pułkownik)

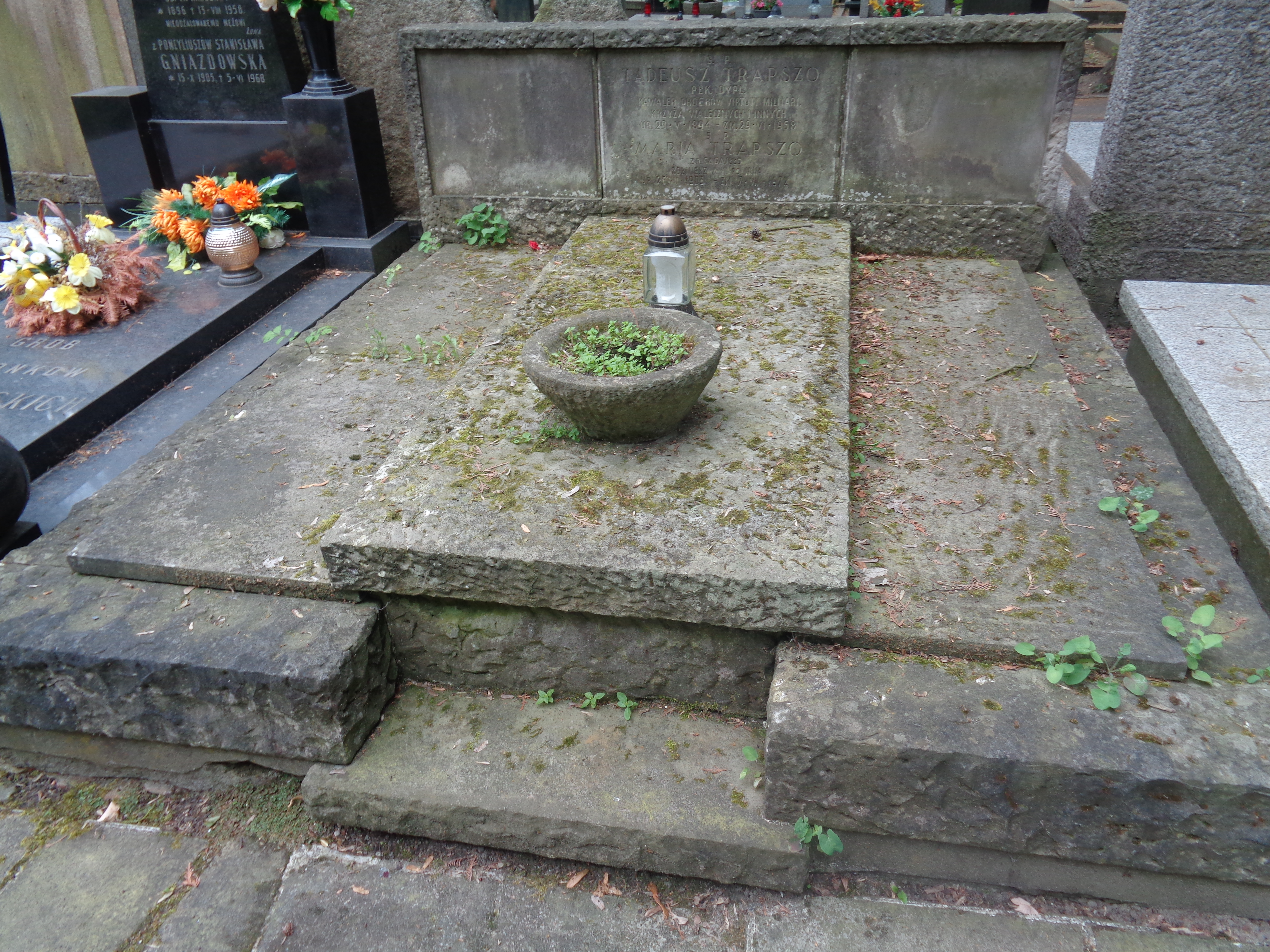
Grób Tadeusza Trapszo na Cmentarzu Powązkowskim

Tadeusz Trapszo (ur. 29 maja 1894 w Krakowie, zm. 29 czerwca 1958) – pułkownik dyplomowany piechoty Wojska Polskiego, kawaler Orderu Virtuti Militari, starosta powiatu lęborskiego.

## Rodzina i młodość
Pochodził z rodziny artystów teatralnych. Jego ojciec, Stanisław Trapszo (1862–1896), należał do znanego klanu aktorskiego Trapszów: był synem Anastazego oraz bratem Marcelego, Ireny i Tekli, a także stryjem Mieczysławy Ćwiklińskiej i wujem Felicji z Krywultów Bończa-Tomaszewskiej. Ojciec zmarł jednak, kiedy Tadeusz liczył zaledwie dwa i pół roku, wychowywała go więc matka, Petronela Karolina Ludwika z Bułatów, 2° voto Malawska (1859–1926), bardziej znana pod swoimi pseudonimami scenicznymi – występowała jako Antonina Radwan lub Antonina Stachowicz.
Po ukończeniu gimnazjum klasycznego studiował prawo na Uniwersytecie Jagiellońskim. W tym czasie należał do organizacji konspiracyjnych: „Teka”, Pet i „Promień”, był też członkiem zarządu Związku Młodzieży Postępowo-Niepodległościowej „Życie”, działającego pod patronatem PPS. Działał też w tajnym ruchu skautowym i oddziale konnym Towarzystwa Gimnastycznego „Sokół”.

## Udział w wojnach z lat 1914–1921
W sierpniu 1914 roku zaciągnął się do Legionów Polskich; służył najpierw w żandarmerii polowej 1 pułku piechoty I Brygady, a od 28 stycznia 1915 roku jako adiutant w I batalionie 5 pułku piechoty. Z dniem 1 lipca tr. mianowany podporucznikiem piechoty. Przeszedł szlak bojowy I baonu 5 pp, był ranny w bitwie pod Kostiuchnówką 6 lipca 1916, razem m.in. ze Stefanem Roweckim, późniejszym gen. „Grotem”, i Romanem Starzyńskim, bratem Stefana. W lipcu 1917 roku, po kryzysie przysięgowym, przeszedł do Polnische Wehrmacht, gdzie dowodził kompanią szkoły podoficerskiej, batalionem i garnizonem w Dąbrowie Górniczej. Z dniem 12 października 1918 roku został awansowany do stopnia porucznika piechoty, Rada Regencyjna zaś zatwierdziła jego awans na kapitana piechoty.
Od listopada 1918 kontynuował służbę w odrodzonym Wojsku Polskim, najpierw jako dowódca „batalionu śmierci”, następnie II batalionu 36 pułku piechoty, wreszcie Grupy „Bełz”. Uczestniczył w wojnach z Ukraińcami i bolszewikami. Od stycznia 1920 był szefem sztabu 3 Dywizji Piechoty Legionów. Za czyny wojenne został odznaczony Krzyżem Srebrnym Orderu Virtuti Militari i czterokrotnie Krzyżem Walecznych.

## Służba wojskowa w okresie międzywojennym
3 maja 1922 został zweryfikowany w stopniu majora ze starszeństwem z dniem 1 czerwca 1919 w korpusie oficerów piechoty. Przez krótki czas był dowódcą batalionu 7 pułku piechoty Legionów. W latach 1922–1923 był słuchaczem II Kursu Doszkalającego Wyższej Szkoły Wojennej w Warszawie. Po jego ukończeniu został przeniesiony do pracy w Oddziale II Sztabu Generalnego, jako kierownik najpierw samodzielnego referatu, a od stycznia 1925 szefa Wydziału I Ogólno-Organizacyjnego. Wiosną 1924 zeznawał jako świadek w procesie dotyczącym inwigilacji marszałka Józefa Piłsudskiego za czasów drugiego rządu Wincentego Witosa. Podczas zamachu majowego został ranny w walkach w stolicy, pomocy udzielono mu w Szpitalu Dzieciątka Jezus. Po przejęciu władzy przez piłsudczyków i zwolnieniu – z początkiem czerwca 1926 – szefa Oddziału II, płk. Michała Bajera, który opowiedział się po stronie rządowej, również Trapszo ustąpił ze stanowiska. W odróżnieniu od swojego byłego zwierzchnika, nie został jednak odstawiony na boczny tor i czynnie kontynuował karierę wojskową.
Następnie dowodził batalionem 84 pułku piechoty i był szefem Oddziału II w Dowództwie Okręgu Korpusu Nr III w Grodnie. 31 października 1927 otrzymał przeniesienie do Korpusu Ochrony Pogranicza na stanowisko dowódcy batalionu. Dowodził Batalionem KOP „Ostróg”. 23 stycznia 1928 awansował na podpułkownika ze starszeństwem z 1 stycznia 1928 roku i 22. lokatą w korpusie oficerów piechoty. 23 października 1931 roku ogłoszono jego przeniesienie z KOP do 4 pułku piechoty Legionów w Kielcach na stanowisko zastępcy dowódcy pułku. 28 czerwca 1933 otrzymał przeniesienie do 79 pułku piechoty w Słonimiu na stanowisko dowódcy pułku. Na pułkownika awansował ze starszeństwem z dniem 1 stycznia 1936 roku i 2. lokatą w korpusie oficerów piechoty. 1 marca 1937 został szefem sztabu Dowództwa Okręgu Korpusu Nr VIII w Toruniu pod komendą gen. bryg. Michała Karaszewicza-Tokarzewskiego, wraz z którym m.in. przeprowadzał inspekcję Wojskowej Składnicy Tranzytowej na Westerplatte w kwietniu 1939. Wcześniej zaś, 20–21 lutego tr., przeprowadzał inspekcję w doskonale sobie znanym z wcześniejszego dowodzenia 4 pułku piechoty Legionów, dowodzonym od 1937 – z opłakanym dla jednostki skutkiem – przez ppłk. Zygmunta Berlinga, który za daleko posunięte zaniedbania służbowe został kilka tygodni później zwolniony ze stanowiska.
Aktywnie działał również w organizacjach kombatanckich. Pełnił funkcję okręgowego delegata Komendy Naczelnej Związku Legionistów, komendanta oddziałowego Koła byłych Żołnierzy 5 pułku piechoty Legionów, członka prezydium okręgowej Rady Legionowo-Peowiackiej.
Co najmniej od 1937 był właścicielem willi przy ul. Słowackiego 7 w Kobyłce pod Warszawą, gdzie podczas okupacji hitlerowskiej mieszkała nadal jego żona, Maria z domu Sągajłło (1903–1972); mieli dwoje dzieci. Jednocześnie w latach 1938–1939 pomieszkiwał w Brześciu Litewskim przy ul. Zygmuntowskiej 36.

## Udział w II wojnie światowej i niewola niemiecka
W wojnie obronnej 1939 początkowo kontynuował służbę szefa sztabu DOK VIII, po czym od 12 września otrzymał przydział na takież stanowisko do Grupy Operacyjnej dowodzonej przez gen. Karaszewicza-Tokarzewskiego w ramach Armii „Pomorze”. Wziął udział w bitwie nad Bzurą.
Dalsze jego losy były przez wiele lat przedmiotem wątpliwości, do dzisiaj krąży na ten temat wiele rozbieżnych i fałszywych informacji. Według jednej z wciąż powtarzanych wersji, Trapszo uczestniczył w obronie Warszawy, a po kapitulacji stolicy nie zgłosił się do niewoli niemieckiej, lecz potajemnie wyjechał na tereny okupowane przez ZSRR i tam zginął prawdopodobnie wiosną 1940 r. Liczne publikacje wymieniają go nawet wśród oficerów WP osadzonych w obozie w Starobielsku – późniejszych ofiar zbrodni katyńskiej, zamordowanych przez NKWD w Charkowie i pogrzebanych w tamtejszych Piatichatkach wiosną 1940 r. Jednym ze źródeł tych nieporozumień był fakt, że w obronie Warszawy faktycznie wziął udział jego imiennik i kuzyn, por. rez. Tadeusz Trapszo.
Tymczasem dokumenty zachowane w zbiorach archiwum Centralnego Muzeum Jeńców Wojennych w Łambinowicach dowodzą, że płk dypl. Tadeusz Trapszo został wzięty do niewoli 19 września 1939 na terenie Puszczy Kampinoskiej i osadzony w Oflagu II A Prenzlau z numerem jenieckim 1663. Potwierdza to również relacja innego oficera DOK VIII i adiutanta gen. Tokarzewskiego, Emila Kumora: zgodnie z jego wspomnieniami, 16 września 1939, podczas przebijania się w stronę Warszawy i Modlina, Trapszo zaginął w trakcie przeprawy przez Bzurę, a nie mogąc odnaleźć swojego oddziału, „przyłączył się do grupy gen. Bortnowskiego i w drodze do Modlina dostał się do niewoli”.
W Prenzlau pełnił Trapszo funkcję polskiego komendanta obozu. Stamtąd też zapamiętał go inny jeniec, Kazimierz Rusinek, który w niepublikowanych wspomnieniach z niewoli pisze, że Trapszo patronował tajnemu wystawieniu przez teatr obozowy Kordiana Słowackiego. Z kolei 25 lutego 1941 Trapszo został przeniesiony do Oflagu II E w Neubrandenburgu, gdzie pełnił funkcję starszego. Jako najstarszy stopniem w tym obozie, był adresatem raportu ppłk. dypl. Stefana Mossora z 21 kwietnia 1943 nt. wizyty polskich oficerów z niemieckich oflagów w Katyniu, który był rozpowszechniany w celach propagandowych przez władze niemieckie.

## Okres powojenny
Po zakończeniu II wojny światowej wrócił do kraju i włączył się w odbudowę administracji polskiej na ziemiach zachodnich. Początkowo przebywał na Dolnym Śląsku, gdzie – jak pisze miejscowy historyk regionalista – "29 marca 1946 roku Tadeusz Trapszo (protegowany gen. dyw. Rómmla), działając w oparciu o nominację Zjednoczenia Przemysłu Spożywczego we Wrocławiu, uruchomił młyn motorowy przy ul. Głogowskiej w Sławie". Następnie pełnił urząd starosty powiatu lęborskiego i w tej roli m.in. uczestniczył 27 czerwca 1948 roku w akcie nadania sztandaru 4 Brygadzie Ochrony Pogranicza. Zachował się też afisz z obwieszczeniem starosty powiatowego w Lęborku Tadeusza Trapszo z 12 kwietnia 1948, wzywającym właścicieli nieruchomości do zgłaszania się ws. podatku gruntowego.
Zmarł 29 czerwca 1958, mając 64 lata, a 3 lipca tr. został pochowany na cmentarzu Powązkowskim w Warszawie (kwatera 153-2-18,19).

## Ordery i odznaczenia
- Krzyż Srebrny Orderu Wojskowego Virtuti Militari (1921)[28]
- Krzyż Niepodległości (25 lipca 1933)[29]
- Krzyż Kawalerski Orderu Odrodzenia Polski (7 listopada 1925)[30]
- Krzyż Walecznych (czterokrotnie, po raz 1 i 2 w 1922)[31]
- Złoty Krzyż Zasługi (19 marca 1937)[32][33]
- Medal Pamiątkowy za Wojnę 1918–1921
- Medal Dziesięciolecia Odzyskanej Niepodległości
- Srebrny Medal za Długoletnią Służbę
- Brązowy Medal za Długoletnią Służbę
- Krzyż Oficerski Orderu Świętego Sawy (Królestwo Serbii)
- Krzyż Oficerski Orderu Korony Rumunii (Rumunia)
- Order Pogromcy Niedźwiedzia III klasy (Łotwa)
- Medal 10 Rocznicy Wojny Niepodległościowej (Łotwa, 1929)[34]